# Iglesia de San Pedro y San Pablo (Ámsterdam)
La Iglesia de San Pedro y San Pablo (en neerlandés: H.H. Petrus- en Pauluskerk) es la menor de las dos iglesias parroquiales católicas en la parroquia de San Nicolás en Ámsterdam en los Países Bajos. La iglesia está dedicada a San Pedro y San Pablo. Se le llama «De Papegaai» (El loro), ya que estaba originalmente oculta en un jardín detrás de un frente de casa normal que pertenecía a un comerciante de aves en los días en que el catolicismo no podía ser practicado públicamente.[cita requerida]
Hoy en día hay una fachada neogótica estrecha flanqueada por estatuas de San José y un loro. La iglesia está en la concurrida calle de Kalverstraat, justo al sur de la plaza Dam, convocando a los fieles a la tranquilidad, así como a la celebración de misas en latín y con cantos gregorianos.[cita requerida]